# Norman Taurog
Norman Rae Taurog (Chicago, Illinois, 23 de Fevereiro de 1899 – Rancho Mirage, Califórnia, 7 de Abril de 1981) foi um cineasta estadunidense e vencedor do Óscar de melhor diretor em 1931.
De 1920 até 1968, Taurog dirigiu cerca de 140 filmes. Venceu o Oscar de melhor diretor em 1931 com o filme Skippy e foi, até 2017, o diretor mais jovem que conquistou este prêmio (na época com 32 anos), quando perdeu o posto para Damien Chazelle, diretor de La La Land.
Em 1938, foi nomeado novamente ao Óscar, desta vez com Boys Town. Por sua contribuição no cinema, Norman Taurog tem sua estrela na Calçada da Fama de Hollywood, localizada na 1600 Vine Street.